# رامایناندرو
رامایناندرو (به لاتین: Ramainandro) یک منطقهٔ مسکونی در ماداگاسکار است که در ناحیه فاراتسیهو واقع شده‌است. رامایناندرو ۱۵٬۰۰۰ نفر جمعیت دارد و ۱٬۴۴۴ متر بالاتر از سطح دریا واقع شده‌است.